# Liste der britischen Hochkommissare in Kenia
Liste der britischen Hochkommissare in Nairobi.
| Ernannt | Name                        | ernannt während der Regierung von | im Amt während der Regierung von | Posten verlassen |
| ------- | --------------------------- | --------------------------------- | -------------------------------- | ---------------- |
| 1963    | Geoffrey Stanley de Freitas | Alec Douglas-Home                 | Jomo Kenyatta                    | 1964             |
| 1965    | Malcolm MacDonald           | Harold Wilson                     | Jomo Kenyatta                    | 1966             |
| 1966    | Edward Haywood Peck         | Harold Wilson                     | Jomo Kenyatta                    | 1968             |
| 1968    | Eric George Norris          | Harold Wilson                     | Jomo Kenyatta                    | 1972             |
| 1972    | Arthur Anthony Duff         | Edward Heath                      | Jomo Kenyatta                    | 1975             |
| 1975    | Stanley James Gunn Fingland | Harold Wilson                     | Jomo Kenyatta                    | 1979             |
| 1979    | John Robert Williams        | Margaret Thatcher                 | Daniel arap Moi                  | 1982             |
| 1982    | Walter Leonard Allinson     | Margaret Thatcher                 | Daniel arap Moi                  | 1986             |
| 1986    | John Rodney Johnson         | Margaret Thatcher                 | Daniel arap Moi                  | 1990             |
| 1990    | William Roger Tomkys        | John Major                        | Daniel arap Moi                  | 1992             |
| 1992    | Walter Kieran Prendergast   | John Major                        | Daniel arap Moi                  | 1995             |
| 1995    | Simon Nicholas Peter Hemans | John Major                        | Daniel arap Moi                  | 1997             |
| 1997    | Jeffrey Russell James       | Tony Blair                        | Daniel arap Moi                  | 2001             |
| 2001    | Edward Clay                 | Tony Blair                        | Daniel arap Moi                  | 2005             |
| 2005    | Adam Wood                   | Tony Blair                        | Mwai Kibaki                      | 2008             |
| 2008    | Robert Nigel Paul Macaire   | Gordon Brown                      | Mwai Kibaki                      | 2011             |
| 2011    | Peter Harris Tibber         | David Cameron                     | Mwai Kibaki                      | 2012             |
| 2012    | Christian Turner            |                                   |                                  | 2015             |
| 2015    | Nicolas James Hailey        |                                   |                                  |                  |